# Shuffle (Film)
Shuffle ist ein US-amerikanischer Zeitreisefilm des Filmemachers Kurt Kuenne. Die Hauptrolle des 2011 unabhängig produzierten Schwarzweißfilms spielte T. J. Thyne.

## Handlung
Der unter Narkolepsie leidende Fotograf Lovell Milo erwacht jeden Tag mit einem anderen Alter, in einem anderen Jahr, an einem anderen Tag seines Lebens. Er weiß nicht, wann und aus welchem Grund dies begann. Verzweifelt versucht er dagegen anzukämpfen, indem er tagelang wach bleibt. Dennoch gelingt es ihm nicht, ein normales Leben zu führen. Von verschiedenen Personen erhält er Hinweise, sein Schicksal sei eine Gabe, mit der er jemanden retten könne. In episodenhaften Erlebnissen erfährt er, dass er Grace, die er bereits als Kind kennenlernte, geheiratet hat. Als er eines Tages etwas älter erwacht, muss er feststellen, dass Grace gestorben ist. Daraufhin macht er es sich zur Aufgabe, Grace zu retten. Dies gelingt ihm jedoch nicht und sie stirbt, nachdem sie von einem Auto angefahren wurde. Fortan gibt er sein Leben auf und lebt ziellos vor sich hin. Als er nicht mehr weiter weiß und aufgeben will, erscheint ihm Grace und sagt ihm, dass er jetzt, vier Jahre nach ihrem Tod, 30 Jahre alt ist und sich mitten in einem Autounfall befindet. Hier, dem Tod nahe, begann sein Leben in Bildern vor seinen Augen abzulaufen. Die Hinweise, dass er jemanden retten könne, kamen von Grace. Es war jedoch nicht Grace, die er retten sollte, sondern sich selbst. Lovell nimmt sich dies zu Herzen und führt sein Leben nach dem Unfall wieder fort, er kümmert sich um die zerbrochene Beziehung zu seinem Vater und gründet eine Familie, mit der er wieder glücklich wird.

## Hintergrund

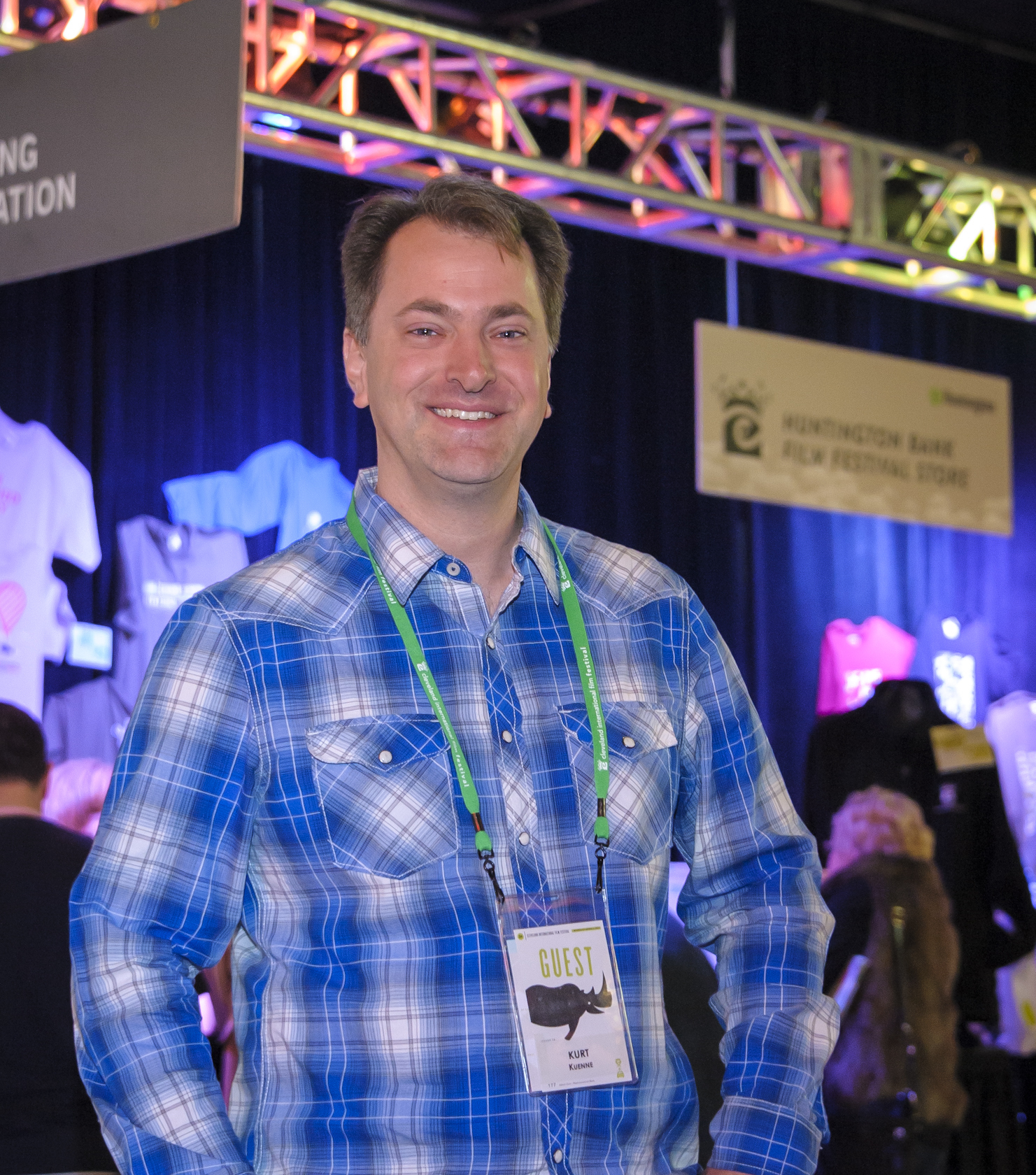
Kurt Kuenne (2012)

Kurt Kuenne schrieb für Shuffle das Drehbuch und die Musik, führte die Regie, arbeitete als Kameramann und als Filmeditor. Für das Drehbuch gewann Kuenne 2002 den Nicholl Fellowships in Screenwriting der Academy of Motion Picture Arts and Sciences. Der Film wurde 2011 unabhängig für etwa 500.000 US-Dollar produziert.
Im Verlauf des Spielfilms wird die Hauptrolle von drei verschiedenen Schauspielern übernommen. Dabei wurde die Stimme von Lovell als Teenager von T. J. Thyne synchronisiert. Um die Altersunterschiede zu verdeutlichen, wurde vielfach prothetisches Make-up genutzt. Für das Make-up wurde Oscarpreisträger Barney Burman verpflichtet. Mit dem Hauptdarsteller des Filmes, T. J. Thyne, hatte Kuenne bereits in dem mehrfach ausgezeichneten Kurzfilm Validation sowie in kleineren Rollen in den Kurzfilmen Rent-a-Person und The Phone Book zusammengearbeitet.

## Veröffentlichung
Der Film hatte am 21. Oktober 2011 auf dem Hollywood Film Festival seine Premiere. Daraufhin folgten weitere Festivals, auf denen der Film mehrere Preise gewann.
Shuffle wurde in den Vereinigten Staaten von Screen Media Films am 21. August 2012 auf DVD veröffentlicht. Darauf befindet sich neben der Schwarz-Weiß-Version auch eine Farbversion des Filmes. Der Film ist zudem über Video-on-Demand-Anbieter wie Netflix, iTunes und Amazon erhältlich.

## Kritiken
Von den Kritikern wurde der Film sehr positiv aufgenommen. Kuenne beschrieb den Film als Twilight Zone trifft Frank Capra. Die Nähe zu Twilight Zone wurde in mehreren Kritiken erwähnt. Auch der Einfluss von Capra blieb nicht unbemerkt, so erhielt der Film beim Fallbrook International Film Festival 2013 den Frank Capra Award. Kritiker beschrieben den Film als ungewöhnlichen Sci-Fi Zeitreisefilm, der an Filme wie Butterfly Effect und Memento erinnere, jedoch ein positiveres Ende biete. Mehrere Kritiker lobten die darstellerischen Leistungen der Schauspieler, besonders des Hauptdarstellers T. J. Thyne. Auch das Make-up des Films wurde positiv hervorgehoben.